# Adrien Rabiot
Adrien Thibault Marie Rabiot (sinh ngày 3 tháng 4 năm 1995) là một cầu thủ bóng đá chuyên nghiệp người Pháp hiện đang thi đấu ở vị trí tiền vệ cho câu lạc bộ Ligue 1 Marseille và đội tuyển bóng đá quốc gia Pháp.
Rabiot dành phần lớn sự nghiệp của mình cho Paris Saint-Germain, ra mắt đội một vào năm 2012 và giành được 18 danh hiệu lớn, bao gồm 5 chức vô địch Ligue 1 và 1 cú ăn ba quốc nội vào các mùa giải 2015–16 và 2017–18. Vào năm 2019, Rabiot ký hợp đồng với Juventus theo dạng chuyển nhượng tự do, giành chức vô địch Serie A trong mùa giải đầu tiên với câu lạc bộ và Coppa Italia trong mùa giải thứ hai.
Rabiot đã ra sân 53 lần cho các cấp độ đội tuyển trẻ, và ra mắt đội tuyển quốc gia vào năm 2016, sau đó tham gia UEFA Euro 2020, FIFA World Cup 2022 – nơi anh và các đồng đội giành ngôi á quân, và UEFA Euro 2024.

## Sự nghiệp câu lạc bộ

### Paris Saint-Germain

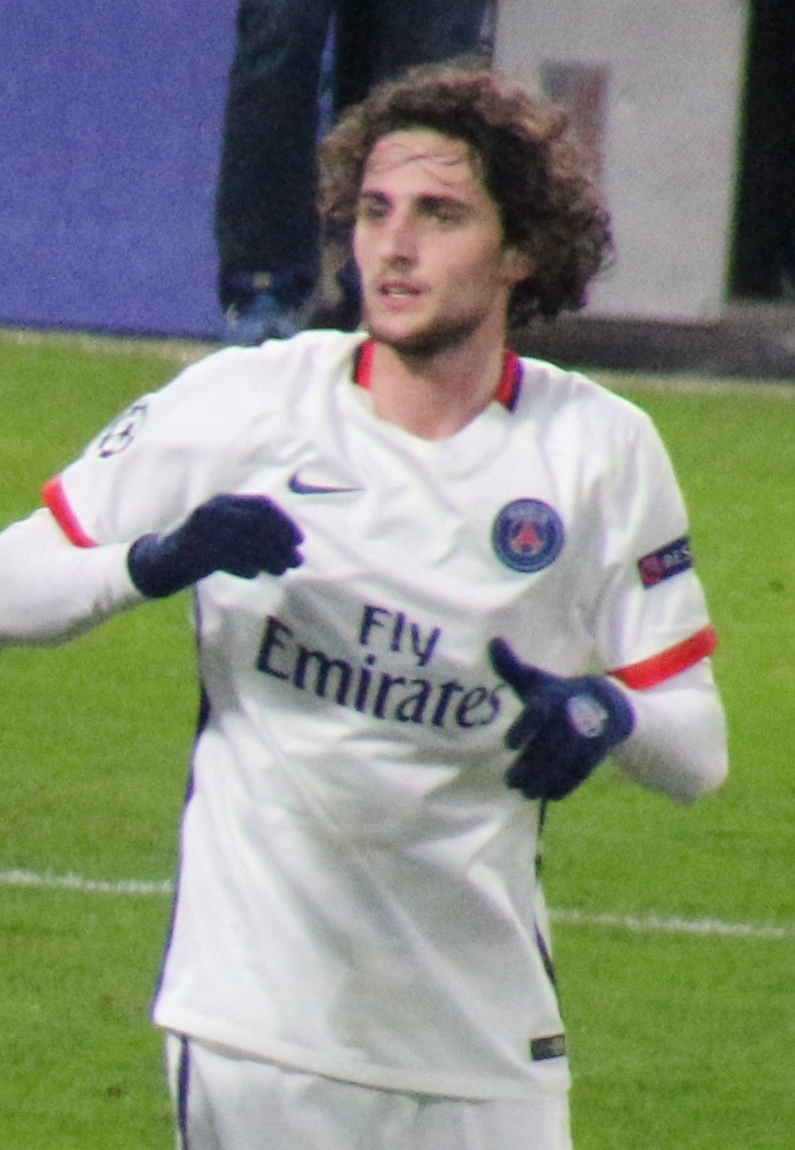
Rabiot chơi cho Paris Saint-Germain năm 2016

Rabiot sinh ra ở Saint-Maurice, Val-de-Marne và chơi bóng cho đội trẻ của một số đội, bao gồm hai lần tại Créteil-Lusitanos và một vài tháng tại Manchester City. Vào ngày 2 tháng 7 năm 2012, sau khi chơi xuất sắc tại Camp des Loges, anh đã ký hợp đồng chuyên nghiệp đầu tiên với Paris Saint-Germain bằng một một bản hợp đồng kéo dài 3 năm.
Rabiot được HLV Carlo Ancelotti cho lên chơi đội một trước mùa giải 2012-13. Trong trận đấu tiền mùa giải của câu lạc bộ, anh ấy đã thua trong loạt sút luân lưu trước Barcelona, và vào ngày 26 tháng 8, anh ấy đã chơi trận đầu tiên ở Ligue 1 với trận hòa 0-0 trên sân nhà trước Bordeaux.
Rabiot ra mắt UEFA Champions League vào ngày 6 tháng 11 năm 2012, thi đấu trong thời gian chấn thương anh đã có chiến thắng trên sân nhà trước Dinamo Zagreb ở vòng bảng bằng một chiến thắng 4-0. Vào tháng 1 năm sau, anh được cho Toulouse mượn, anh ghi bàn thắng chuyên nghiệp đầu tiên vào ngày 9 tháng 3 năm 2013, đó là bàn thắng duy nhất của trận đấu tại Brest, từ khoảng cách 22.86 mét. Trở về Paris Saint-Germain, Rabiot đã chơi 46 trận và đóng góp sáu bàn thắng giúp đội nhà giành chiến thắng tại giải đấu quốc nội từ năm 2013 đến 2015, nhưng dường như anh sẽ rời khỏi câu lạc bộ, mẹ của anh Véronique trong vai trò người quản lí của anh đã đàm phá với câu lạc bộ nhằm muốn một bản hợp đồng tốt hơn. Anh ấy đã bắt đầu mùa giải 2015-16 bằng cách bị đuổi khỏi sân sau khi nhận hai thẻ vàng chỉ sau 29 phút trong trận đấu mở màn với Lille.
Rabiot đã ghi bàn thắng đầu tiên ở UEFA Champions League vào ngày 25 tháng 11 năm 2015 trong trận thắng 5-0 trước Malmö tại vòng bảng Champions League, và anh lại tiếp tục ghi bàn vào ngày 9 tháng 3 trước Chelsea tại Stamford Bridge bằng chiến thắng 2-1 và đưa Paris Saint-Germain vào tứ kết UEFA Champions League. Bốn ngày sau, anh đã ghi bàn trong trận thắng 9-0 trước Troyes và vô địch trước tám vòng đấu.
Ngày 23 tháng 4 năm 2016, Rabiot đã bị đuổi khỏi trận chung kết Coupe de la Ligue, sau đó Paris Saint-Germain giành chiến thắng 2-1 trước Lille. Hai mùa tiếp theo, anh đã ghi được bốn bàn sau 60 lần ra sân và Ligue 1 mùa giải 2017-18.
Vào cuối tháng 10 năm 2018, cả Rabiot và Kylian Mbappé đã bị loại ra khỏi đội hình chính bởi HLV mới được bổ nhiệm - Thomas Tuchel sau khi họ đến muộn trong một buổi tập trước trận đấu. Tháng 1 sau đó, sau khi anh từ chối gia hạn hợp đồng với Paris Saint-Germain anh đã bị loại khỏi đội một và phải xuống tập với đội trẻ. Ngày 14 tháng 3 năm 2019, Rabiot đã bị Paris Saint-Germain đình chỉ cho đến cuối tháng vì đi đến hộp đêm sau trận thua 3-1 trước Manchester United ở vòng 16 đội Champions League khiến họ bị loại và anh cũng thích bài đăng trên Instagram của Patrice Evra ăn mừng chiến thắng của United.

### Juventus

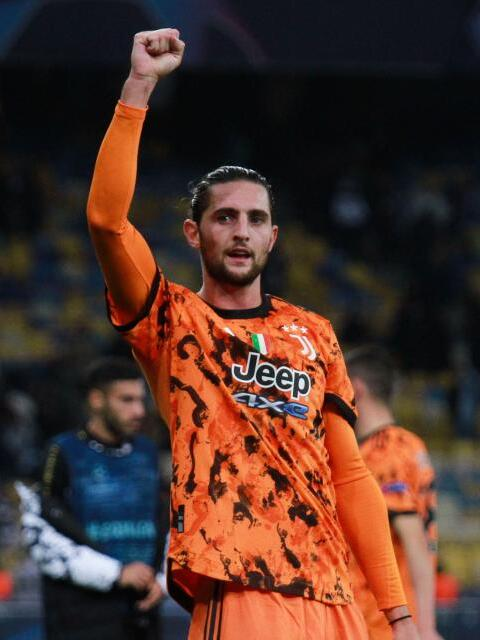
Rabiot chơi cho Juventus năm 2020

Ngày 1 tháng 7 năm 2019, Rabiot đã ký hợp đồng với nhà vô địch Serie A - Juventus theo dạng chuyển nhượng tự do.

## Thống kê sự nghiệp

### Câu lạc bộ
Tính đến ngày 17 tháng 5 năm 2025
| Câu lạc bộ             | Mùa giải            | Giải đấu            | Giải đấu | Giải đấu | Cúp quốc gia | Cúp quốc gia | Cúp liên đoàn | Cúp liên đoàn | Châu Âu | Châu Âu | Khác | Khác | Tổng cộng | Tổng cộng |
| Câu lạc bộ             | Mùa giải            | Hạng đấu            | Trận     | Bàn      | Trận         | Bàn          | Trận          | Bàn           | Trận    | Bàn     | Trận | Bàn  | Trận      | Bàn       |
| ---------------------- | ------------------- | ------------------- | -------- | -------- | ------------ | ------------ | ------------- | ------------- | ------- | ------- | ---- | ---- | --------- | --------- |
| Paris Saint-Germain II | 2011–12             | CFA                 | 4        | 0        | —            | —            | —             | —             | —       | —       | —    | —    | 4         | 0         |
| Paris Saint-Germain II | 2012–13             | CFA                 | 1        | 0        | —            | —            | —             | —             | —       | —       | —    | —    | 1         | 0         |
| Paris Saint-Germain II | 2014–15             | CFA                 | 4        | 0        | —            | —            | —             | —             | —       | —       | —    | —    | 4         | 0         |
| Paris Saint-Germain II | Tổng cộng           | Tổng cộng           | 9        | 0        | —            | —            | —             | —             | —       | —       | —    | —    | 9         | 0         |
| Paris Saint-Germain    | 2012–13             | Ligue 1             | 6        | 0        | 1            | 0            | 1             | 0             | 1       | 0       | —    | —    | 9         | 0         |
| Paris Saint-Germain    | 2013–14             | Ligue 1             | 25       | 2        | 1            | 0            | 2             | 1             | 6       | 0       | 0    | 0    | 34        | 3         |
| Paris Saint-Germain    | 2014–15             | Ligue 1             | 21       | 4        | 5            | 0            | 3             | 0             | 4       | 0       | 0    | 0    | 33        | 4         |
| Paris Saint-Germain    | 2015–16             | Ligue 1             | 24       | 1        | 6            | 1            | 4             | 1             | 7       | 3       | 1    | 0    | 42        | 6         |
| Paris Saint-Germain    | 2016–17             | Ligue 1             | 27       | 3        | 4            | 1            | 3             | 0             | 5       | 0       | 0    | 0    | 39        | 4         |
| Paris Saint-Germain    | 2017–18             | Ligue 1             | 33       | 1        | 5            | 1            | 3             | 1             | 8       | 1       | 1    | 1    | 50        | 5         |
| Paris Saint-Germain    | 2018–19             | Ligue 1             | 14       | 2        | 0            | 0            | 0             | 0             | 5       | 0       | 1    | 0    | 20        | 2         |
| Paris Saint-Germain    | Tổng cộng           | Tổng cộng           | 150      | 13       | 22           | 3            | 16            | 3             | 36      | 4       | 3    | 1    | 227       | 24        |
| Toulouse II (mượn)     | 2012–13             | CFA 2               | 2        | 1        | —            | —            | —             | —             | —       | —       | —    | —    | 2         | 1         |
| Toulouse (mượn)        | 2012–13             | Ligue 1             | 13       | 1        | 0            | 0            | 0             | 0             | —       | —       | —    | —    | 13        | 1         |
| Juventus               | 2019–20             | Serie A             | 28       | 1        | 4            | 0            | —             | —             | 5       | 0       | 0    | 0    | 37        | 1         |
| Juventus               | 2020–21             | Serie A             | 34       | 4        | 5            | 0            | —             | —             | 7       | 1       | 1    | 0    | 47        | 5         |
| Juventus               | 2021–22             | Serie A             | 32       | 0        | 5            | 0            | —             | —             | 7       | 0       | 1    | 0    | 45        | 0         |
| Juventus               | 2022–23             | Serie A             | 32       | 8        | 3            | 0            | —             | —             | 13      | 3       | —    | —    | 48        | 11        |
| Juventus               | 2023–24             | Serie A             | 31       | 5        | 4            | 0            | —             | —             | —       | —       | —    | —    | 35        | 5         |
| Juventus               | Tổng cộng           | Tổng cộng           | 157      | 18       | 21           | 0            | —             | —             | 32      | 4       | 2    | 0    | 212       | 22        |
| Marseille              | 2024–25             | Ligue 1             | 29       | 9        | 2            | 1            | —             | —             | —       | —       | —    | —    | 31        | 10        |
| Tổng cộng sự nghiệp    | Tổng cộng sự nghiệp | Tổng cộng sự nghiệp | 360      | 42       | 45           | 4            | 16            | 3             | 68      | 8       | 5    | 1    | 494       | 58        |

1. ↑  Bao gồm Coupe de France, Coppa Italia
2. ↑  Bao gồm Coupe de la Ligue
3. 1 2 3 4 5 6 7 8 9 10  Số lần ra sân tại UEFA Champions League
4. 1 2 3  Ra sân tại Trophée des Champions
5. 1 2  Ra sân tại Supercoppa Italiana
6. ↑  Năm lần ra sân và hai bàn thắng tại UEFA Champions League, tám lần ra sân và một bàn thắng tại UEFA Europa League

### Quốc tế
Tính đến ngày 8 tháng 6 năm 2025
| Đội tuyển quốc gia | Năm       | Trận | Bàn |
| ------------------ | --------- | ---- | --- |
| Pháp               | 2016      | 1    | 0   |
| Pháp               | 2017      | 4    | 0   |
| Pháp               | 2019      | 1    | 0   |
| Pháp               | 2020      | 5    | 0   |
| Pháp               | 2021      | 13   | 1   |
| Pháp               | 2022      | 11   | 2   |
| Pháp               | 2023      | 7    | 1   |
| Pháp               | 2024      | 8    | 2   |
| Pháp               | 2025      | 3    | 0   |
| Tổng cộng          | Tổng cộng | 53   | 6   |

### Bàn thắng quốc tế
| # | Ngày                 | Địa điểm                                         | Đối thủ    | Bàn thắng | Kết quả | Giải đấu                      |
| - | -------------------- | ------------------------------------------------ | ---------- | --------- | ------- | ----------------------------- |
| 1 | 13 tháng 11 năm 2021 | Sân vận động Công viên các Hoàng tử, Paris, Pháp | Kazakhstan | 6–0       | 8–0     | Vòng loại FIFA World Cup 2022 |
| 2 | 6 tháng 6 năm 2022   | Sân vận động Poljud, Split, Croatia              | Croatia    | 1–0       | 1–1     | UEFA Nations League 2022–23   |
| 3 | 22 tháng 11 năm 2022 | Sân vận động Al Janoub, Doha, Qatar              | Úc         | 1–1       | 4–1     | FIFA World Cup 2022           |
| 4 | 21 tháng 12 năm 2023 | Allianz Riviera, Nice, Pháp                      | Gibraltar  | 8–0       | 14–0    | Vòng loại UEFA Euro 2024      |
| 5 | 17 tháng 11 năm 2024 | San Siro, Milan, Ý                               | Ý          | 1–0       | 3–1     | UEFA Nations League 2024–25   |
| 6 | 17 tháng 11 năm 2024 | San Siro, Milan, Ý                               | Ý          | 3–1       | 3–1     | UEFA Nations League 2024–25   |

## Danh hiệu
Paris Saint-Germain
- Ligue 1: 2012-13, 2013–14, 2014–15, 2015–16, 2017–18, 2018–19
- Coupe de France: 2015, 2016, 2017, 2018
- Coupe de la Ligue: 2014, 2015, 2016, 2017, 2018
- Trophée des Champions: 2013, 2014, 2015, 2016, 2017, 2018

Juventus
- Serie A: 2019–20
- Supercoppa Italiana: 2020
- Coppa Italia: 2020–21, 2023–24[6]
- Supercoppa Italiana: 2020

U-19 Pháp
- Á quân Giải vô địch bóng đá U-19 châu Âu: 2013

Pháp
- UEFA Nations League: 2020–21
- FIFA World Cup á quân: 2022

### Cá nhân
- Đội hình tiêu biểu Giải vô địch bóng đá U-19 châu Âu 2013.